# アルフォンス・ボレリー
アルフォンス・ルイ・ニコラ・ボレリー（フランス語: Alphonse Louis Nicolas Borrelly、1842年12月8日 - 1926年2月28日）はフランスの天文学者である。
ロックモール（en:Roquemaure, Gard）に生まれ、1864年から1919年までマルセイユ天文台で働き、18の小惑星と、19P/ボレリー彗星を含む18の彗星と、6つのNGC天体を発見した。ニームで没した。
小惑星(1539) ボレリーに命名されている。1913年ジュール・ジャンサン賞受賞。